# Ceropegia mayottae
Ceropegia mayottae är en oleanderväxtart som beskrevs av H. Huber. Ceropegia mayottae ingår i släktet Ceropegia och familjen oleanderväxter. Inga underarter finns listade i Catalogue of Life.